# Sárga vonal (Metropolitan Area Express)
A Metropolitan Area Express sárga vonala vasútvillamos-viszonylat az Amerikai Egyesült Államok Oregon államának Portland városában, az Expo Center, illetve a PSU South/SW 6th & College Street és PSU South/SW 5th & Jackson Street megállóhelyek között. A 9,3 kilométer hosszú, 17 megállós vonalat a TriMet üzemelteti. Üzemideje napi 21 óra, átlagos követési ideje 15 perc.
Mivel a Clackamas és a washingtoni Clark megyék összekötésére irányuló South/North projekt az összes népszavazáson elbukott, a TriMet helyi vállalkozók nyomására egy Észak-Portlandig rövidített változatot dolgozott ki, melynek finanszírozására városrehabilitációs körzetet hoztak létre; a döntés többek szerint a hagyományosan feketék által lakott városrészek dzsentrifikációjához vezet. Az Interstate MAX építése 2001-ben kezdődött és a tervezettnél két hónappal előbb, 2004. május 1-jén adták át. 2009-ig belvárosi végállomása a Galleria/Library megállópárnál volt, de a Portland Transit Mall átépítésekor nyomvonal-korrekciót hajtottak végre. 2015 óta a 6. sugárúton a zöld vonallal közös pályán közlekedik. A transit mallon a sárga és narancssárga viszonylatok átszerelnek egymásba.
A sárga vonal a hálózat negyedik legforgalmasabb viszonylata, 2019 szeptemberében hétköznapokon naponta 12 960 utast szállított.

## Története

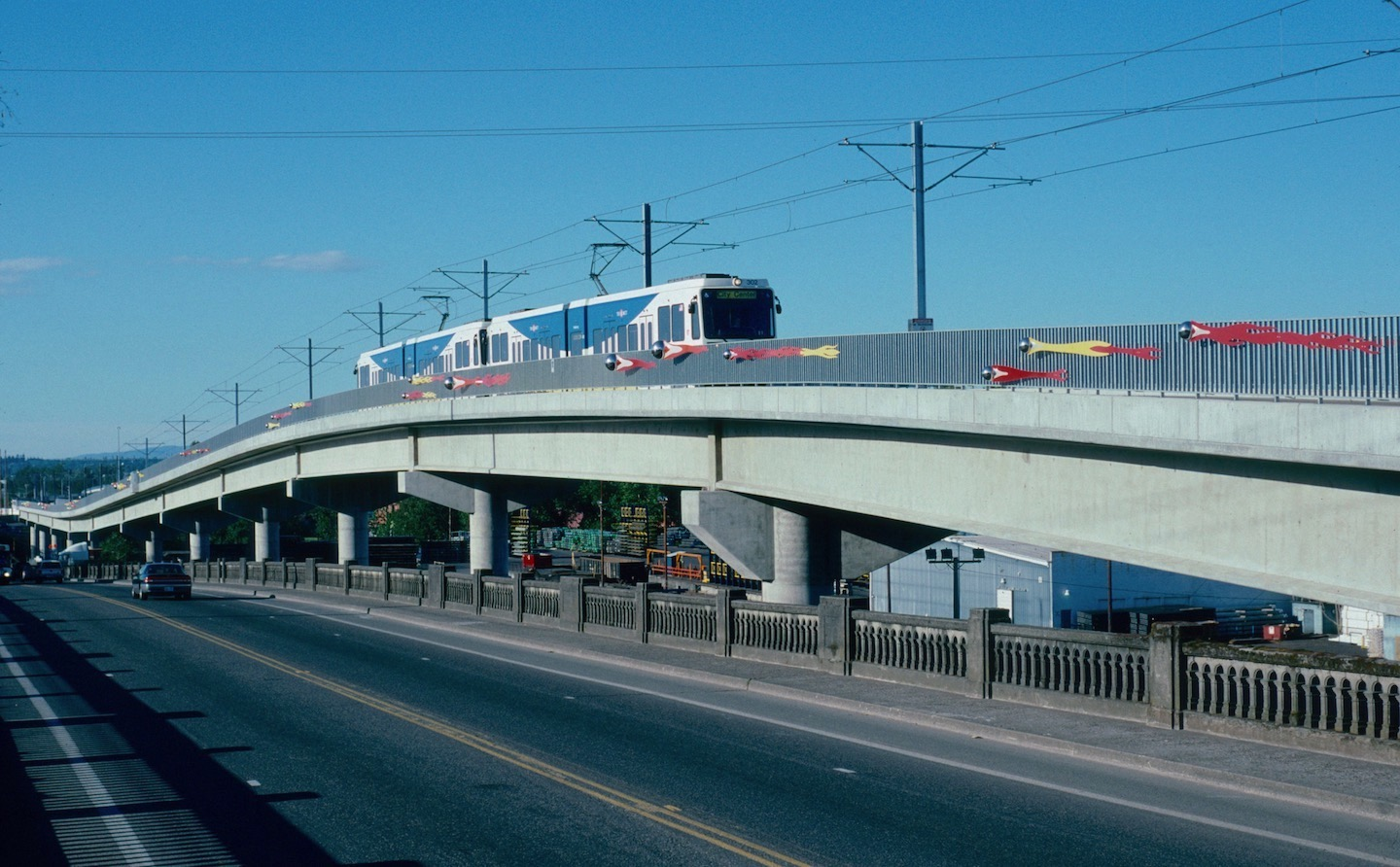
Az Argyle utcai viadukt

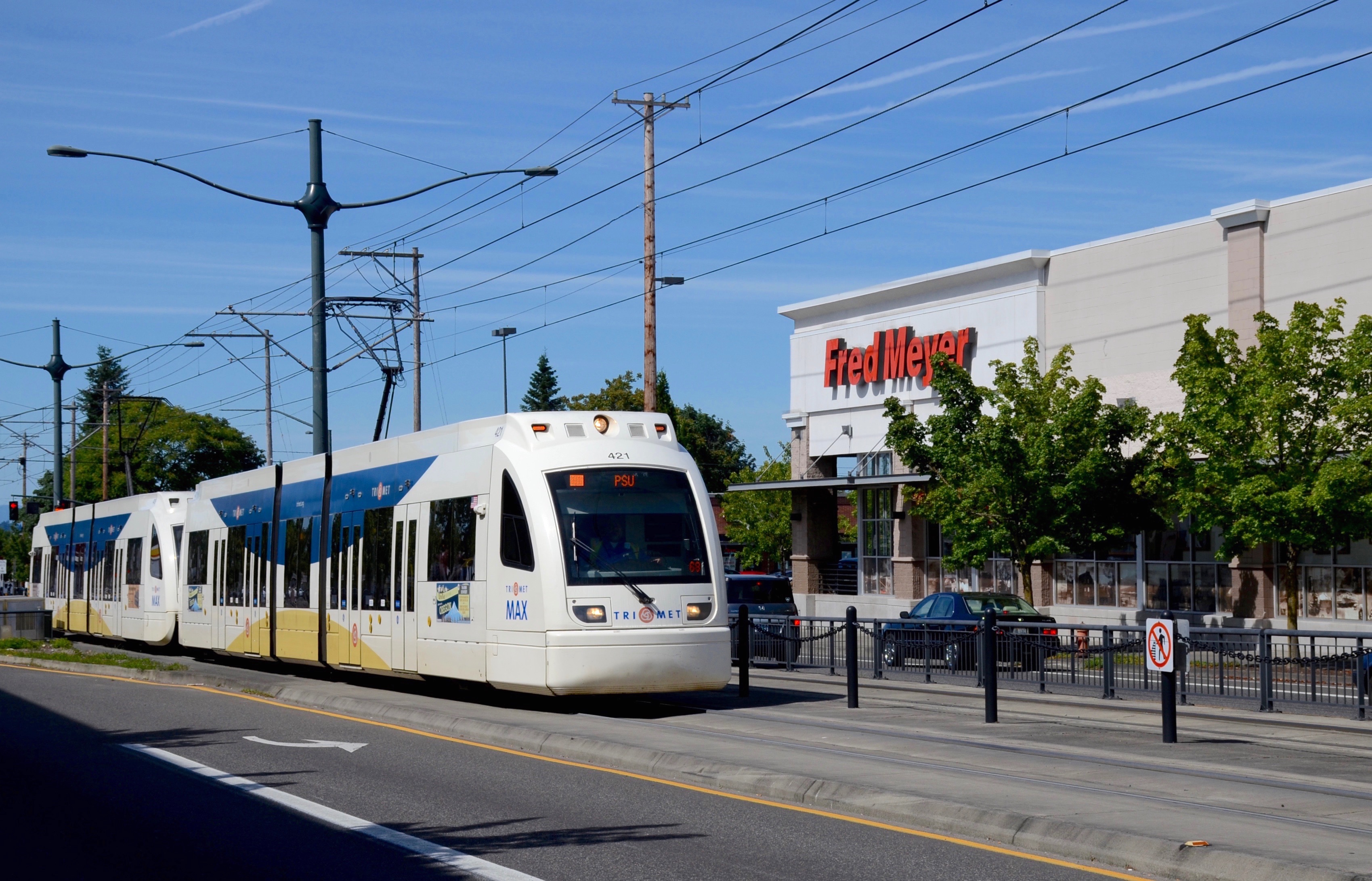
Szerelvény az Interstate sugárút és a Lombard utca kereszteződésének közelében

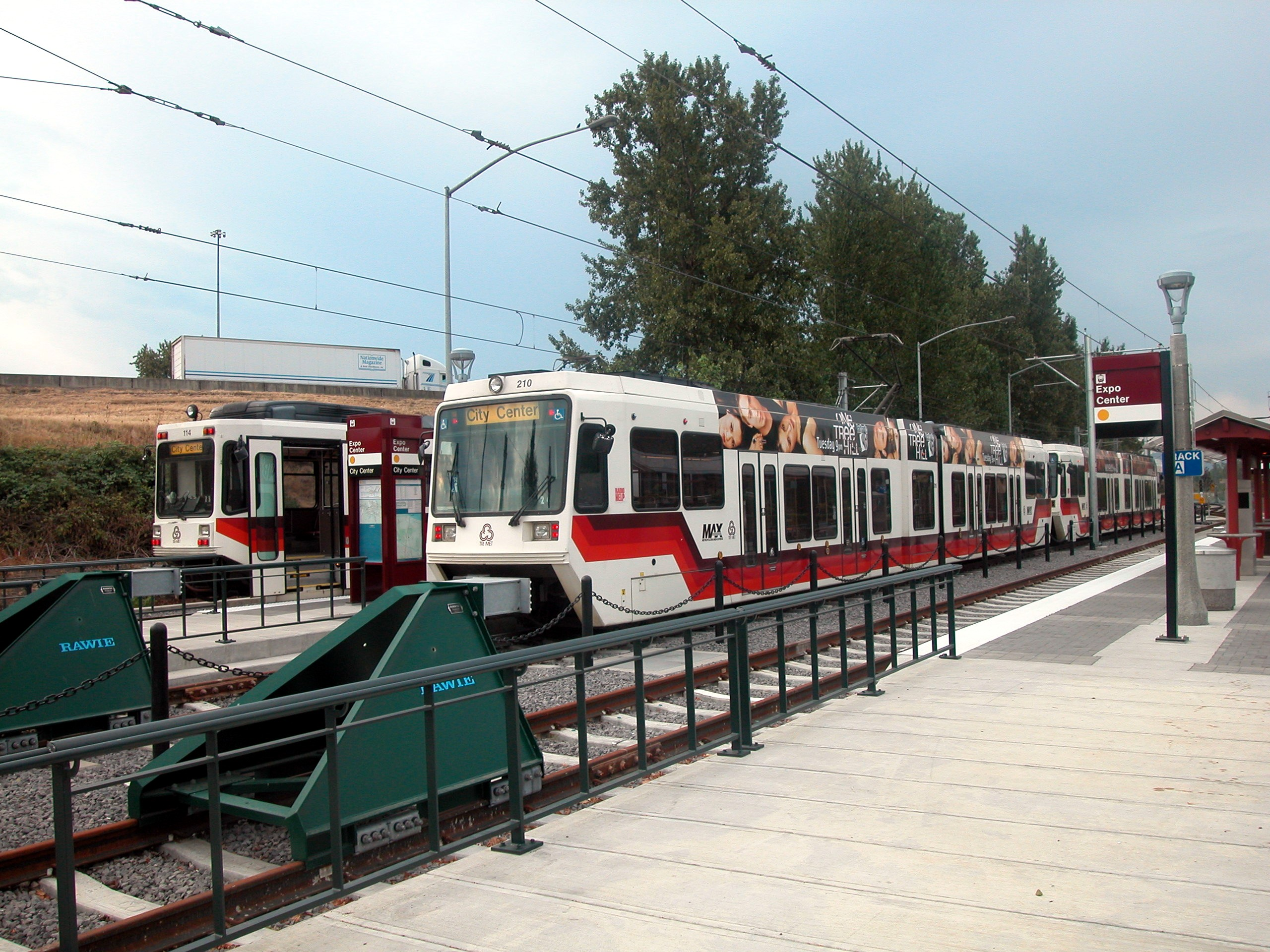
Expo Center, a viszonylat északi végállomása

### Kezdeti javaslatok
Az Észak-Portland és a washingtoni Vancouver közötti vasútépítési tervek már az 1980-as évek elejére visszanyúlnak. A Metro regionális kormányzat 1985-ben az Interstate 5 és az Interstate sugárút menti vonalvezetést is megvizsgálta, de a tanulmány szerint a viszonylat belátható időn belül nem térülne meg. Ezzel szemben a város 1986-os tanulmánya a vonalat „biztatónak” nevezte. 1988-ban a belvárosi és albinai fejlesztési tervek részeként a MAX hálózatának meghosszabbítását javasolták az I-5 vagy a Martin Luther King Jr. sugárút mentén. 1989-ben a szövetségi kormány kétmillió dollárt különített el Mark Hatfield oregoni és Brock Adams washingtoni szenátorok, a költségvetési bizottság tagjainak javaslatára, amely a különálló vasútépítési tervek helyett egy Vancouver–Portland–Oregon City korridort javasolt.
A lehetséges washingtoni vonalvezetés vizsgálatakor a Vancouver Mall és a Clackamas Town Center bevásárlóközpontok közötti szárnyvonal megépítését javasolták. A Metro közlekedésfejlesztési bizottsága (JPACT) erre a TriMet által tervezett South/North korridort (Hazel Dell–Portland) jelölte ki. Novemberben a portlandi népszavazáson 63% voksolt a 475 milliós önrész kötvénykibocsátással történő rendezésére, azonban 1995. február 7-én a washingtoni szavazók 69%-a elutasította a 235,7 millió dolláros önrészhez szükséges forgalmiadó- és regisztrációsadó-emelést.
Mivel a JPACT szerint a washingtoni szakasz kihagyásával az utasszámok nem érnék el a vártat, a Rose Quarter városrészt és a Clackamas Town Center bevásárlóközpontot összekötő alternatív javaslatot dolgoztak ki. A washingtoni önrész pótlására az állami képviselőház 750 milliós támogatási javaslatot fogadott el, amely 375 milliót különített volna el közlekedésfejlesztésre. A Legfelsőbb Bíróság szerint a javaslatcsomag a fejlesztések szempontjából irreleváns pontokat is tartalmazott, ezért alkotmányellenességre hivatkozva megsemmisítette. 1996 februárjában új javaslatot nyújtottak be, azonban a vasútvillamos ellenzői népszavazáson megakadályozták a források felhasználását. A korábban a viszonylatot támogató észak-portlandiek bizalmának visszaszerzésére és a szövetségi támogatások elnyerésére 1997 februárjában a Lombard utcától a Clackamas Town Centerig tartó 24 kilométeres vonal tervezetét mutatták be. Néhány hónappal később a képviselő-testület az északi végállomást másfél kilométerrel távolabb, a Lombard utca helyett Kenton kerületbe helyezte át. Júliusban a Metro közzétette a környezeti hatástanulmány első fázisát, amely tartalmazta a 34 kilométeres washingtoni meghosszabbítás lehetőségét is. A tanulmány megszövegezése miatt 1998. november 3-ára új referendumot írtak ki, ahol a szavazók 52%-a elutasította a javaslatot.

### Finanszírozása és építése
1999-ben észak-portlandi lakosok és vállalkozók a TriMettől kérték a South/North tervezet oregoni szakaszának megvalósítását; szerintük a Multnomah megyeiek 81%-a támogatja a vasutat. A TriMet válaszul kidolgozta az Expo Center és a Rose Quarter közötti, az Interstate sugárút menti vonal tervezetét. A júniusban tartott népszavazások és közmeghallgatások szerint a helyiek elsöprő többsége támogatja az építkezést, feltéve, ha az olcsóbb lesz, mint a washingtoni hosszabbítással együtt, és nem sajátítanak ki ingatlanokat. A képviselő-testület szintén támogatta a projektet.
A TriMet a projekt költségeit 350 millió dollárra becsülte. A jelentős forrásbevonások elkerülése érdekében városrehabilitációs körzetet jelöltek ki és 2000 augusztusában fejlesztési tervet (ICURA) fogadtak el. Az 1515 hektáros, 15 városrészre kiterjedő tervezettel harminc millió dollár adóbevételt fordíthattak közlekedésfejlesztésre. Ugyanezen évben a piros vonal és az NS villamosvonal építése szövetségi támogatások nélkül történt; ezeket a TriMet az Interstate MAX projekt részévé tette, amire szeptemberben a Szövetségi Közlekedési Hatóság 257,5 millió támogatást ítélt meg. A fennmaradó költségekből 38,5 milliót a TriMet, 24 milliót pedig a Metro finanszírozott.
Az Interstate MAX építése 2001 februárjában kezdődött a Rose Quarter-i alapkőletétellel. Az Acélhíd kitérőinek beépítése miatt a kék vonal Rose Quarter pályaudvar és Old Town/Chinatown megállóhelyei között 16 napon át pótlóbuszok közlekedtek. Áprilisban a Stacy and Witbecket bízták meg a Rose Quarter-i vágányépítéssel és az alsó-albinai felüljáró kialakításával. Az 1173 méter hosszú vasúti hidat magában foglaló Kenton–Expo Center szakaszt az F. E Ward Constructors építette. A korábbi tapasztalatoknak köszönhetően az építkezés gyorsan zajlott. 2002 áprilisában elérték az 50%-os készültséget; ekkor a Portland sugárúti vasúti átjárót alakították ki. Novemberre (hat hónappal a tervezett dátum előtt) elkészültek a közút- és járdafejlesztések. 2003 augusztusára elérték a 80%-os készültséget; a megnyitót a következő év tavaszára (az eredeti szeptemberi céldátumhoz képest jóval korábbra) tervezték. A próbamenetek 2004 februárjában indultak.

### Megnyitás és nyomvonal-korrekció
A 9,3 kilométer hosszú Interstate MAX szegmenst 2004. május 1-jén, négy hónappal korábban és 25 millió dollárral a költségvetés alatt adták át. A TriMet az Expo Center és a Galleria/Library megállópár közötti, az 5-ös buszt kiváltó viszonylatnak a sárga jelzést adta. A megnyitó napján húszezren használták a járműveket, az utazás az első két napon ingyenes volt. A vonal megnyitása a belvárosban más fejlesztéseket (például a Fred Meyer és a New Seasons Market beruházásai) is magával vonzott.
2009. augusztus 30-án nyomvonal-korrekciót hajtottak végre: a viszonylatot a Portland Transit Mall új vágányain a PSU Urban Center megállópárhoz terelték (a PSU South megállópárig hosszabbítást a kapcsolódó fejlesztések megvalósításáig elhalasztották, a megállókat végül 2012 szeptemberében adták át). A narancssárga vonal átadásától a két viszonylat átszerel egymásba; a TriMet a két különálló vonalat az eltérő járatsűrűséggel magyarázta (a narancssárga vonalon a sárgánál nagyobb utazási igény jelentkezik).

## Tervezett washingtoni hosszabbítás

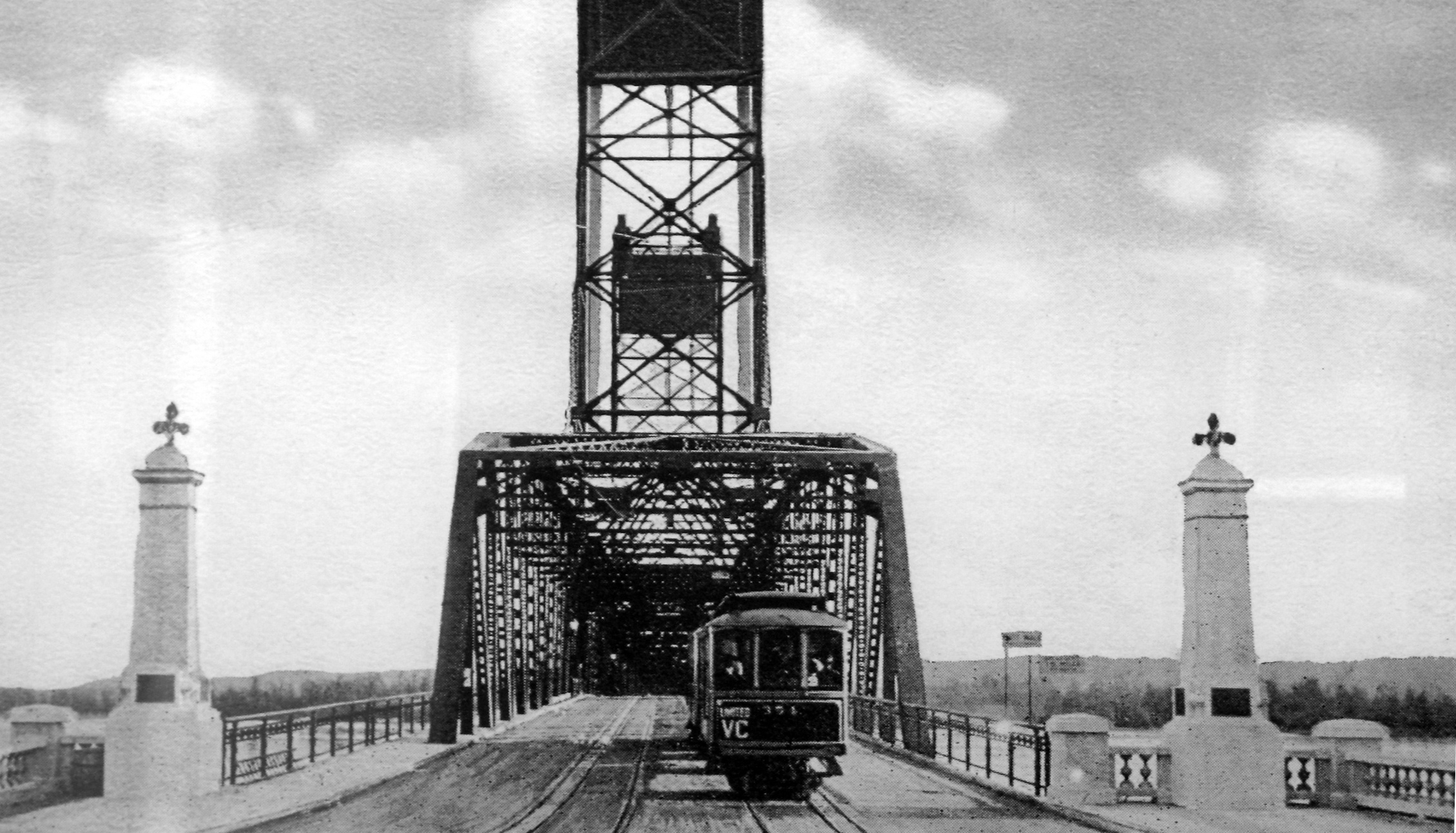
Vancouver irányú villamos 1917-ben

Portland és Vancouver között egykor személyvonatok közlekedtek: a Portland and Vancouver Railway Company gőzvasútja 1888-ban indult. A portlandi First és Washington utcáktól a Columbia folyónál lévő állomásnál a Washingtonba tartó utasokat kompra szállították át. Miután a pálya a Portland Consolidated Street Railway tulajdonába került, 1892-ben villamosították. Az Interstate híd 1917-es megnyitásával a kompot vasúttal váltották ki. Később a viszonylatot 1940-es megszűnéséig a Portland Railway, Light and Power Company üzemeltette.
1974-ben a Tom McCall kormányzó által felállított munkacsoport a félbehagyott Mount Hood Freeway út szövetségi támogatásainak felhasználását vizsgálta, ekkor a TriMet javasolta a vasúti közlekedés helyreállítását. 1984-ben a két állam tisztviselőiből álló tanácsadó testület 2000-re napi nyolcezer utast jósolt. A megvalósíthatósági aggályok és a források hiánya miatt a projektet elhalasztották, majd később az átvezetésre három ötlet született: vasúti híd vagy alagút, illetve az 1980-as évek óta tervezett harmadik híd, egy közös közúti és vasúti átkelő. Az 1998 februári környezeti hatástanulmány egy függőlegesen emelhető hidat javasolt, de ennek megépítését elnapolták.
2004-ben a két állam a rossz szerkezeti állapotra és a forgalmi dugókra hivatkozva az Interstate híd cseréjét kezdte előkészíteni. A 2008-ra összeállított Columbia River Crossing projekt részeként a vasútvillamost 4,7 km új pályával, hét új megállóval a Hayden-szigetig, valamint a Clark Főiskoláig hosszabbítanák; ennek költségét 3,5 milliárd dollárra becsülték. Oregon az önrész fedezésére 450 millió dollárt ítélt meg, majd 2013 júniusában a washingtoni szenátus a vasútvillamosra hivatkozva kihátrált a projektből. 2014 márciusában a projektet felfüggesztették.
A washingtoni vasútépítés továbbra is szerepel mindkét fél 2040-es fejlesztési tervében; az oregoni fél az előirányzott 4,1 milliárd dollárból 3,1-et a híd cseréjére, nyolcvanmilliót a Hayden-szigetre vezető átkelőre, 850 milliót pedig a vasút meghosszabbítására szánnak.

## Útvonala
A sárga vonal a 9,3 kilométer hosszú Interstate MAX szegmenst foglalja magában. Végállomása a Portland Expo Center parkolójának keleti vége, ahonnan déli irányban az Expo úton Delta Park/Vanport megállóig az utcaszinten halad, majd az 1710 méter hosszú viadukton áthaladva keresztezi a Victory és Interstate sugárutakat, a Columbia-csatornát, valamint a Columbia sugárutat, végül az Argyle utcai vasúti átjáróhoz érkezik. Az Interstate MAX szakasz az Interstate/Rose Quarter megállóig az Interstate sugárút elválasztósávjában fut, majd az Acélhíd keleti hídfőjénél, az Eastside szegmens vágányainál ér véget. Innen a Glisan utcai rámpán a Union Stationtől északra fekvő deltavágányhoz, a Portland Transit Mall határához érkezik.
A transit mallon a déli irányú vonatok a Union Station/Northwest 5th & Glisan megállóig közlekednek, ahol többségük a narancssárga vonalra szerel át és közlekedik tovább Milwaukie-ba. Az északi irány járatai a PSU South/Southwest 6th and College megállóból a narancssárga vonalról átszerelve a zöld vonallal közös pályán haladnak. A Portland Streetcar, valamint a kék és piros vonalak pályáját keresztezve a viszonylat a Burnside utcánál Északnyugat-Portland felé közlekedik tovább.
2004 és 2009 között a sárga vonal a kék és piros vonalakkal közös pályán a Galleria/Library megállópárig, a 11. sugárúti hurokvágányokon visszafordulva közlekedett, de a transit mall vágányainak elkészültével útvonalát elterelték.
| PSU South/SW 6th & College felé | Expo Center felé |
| --- | --- |
| Expo Center – N Expo Rd – N Interstate Ave – Columbia Slough – N Lombard pályaudvar – Interstate/Rose Quarter – N Steel Bridge – Willamette River – NW Glisan Street Ramp – Union Station – NW Irving St – NW 6th Ave – SW 6th Ave – PSU South/SW 6th & College (►Milwaukie) | (Milwaukie►) PSU South/SW 6th & College – PSU South/SW 5th & Jackson – SW 5th Ave – NW 5th Ave – Union Station – NW Glisan Street Ramp – Willamette River – N Steel Bridge – Interstate/Rose Quarter – N Lombard pályaudvar – Columbia Slough – N Interstate Ave – N Expo Rd – Expo Center |

## Megállóhelyei
Az Interstate MAX szegmens az Expo Center és az Interstate/Rose Quarter közötti tíz megállót foglalja magában, melyek közül hetet az Interstate sugárút elválasztósávján építettek ki; emellett a Portland Transit Mall északi irányú szakaszán (hét megálló) a zöld vonallal közös pályán jár. A transit mall déli irányú pályáját a narancssárga vonal is használja, itt a két viszonylat vonatainak többsége átszerel egymásba.
| Sárga vonal (Expo Center◄►PSU South/SW 6th Ave & College) | |                                                          |
| Megállóhely                                               | Átszállási kapcsolatok | Intézmények                                              |
| Expo Center végállomás                                    | 11 | Portland Expo Center                                     |
| Delta Park/Vanport                                        | |                                                          |
| Kenton/N Denver Ave                                       | |                                                          |
| N Lombard pályaudvar                                      | 4, 75 | Autóbusz-állomás                                         |
| Rosa Parks                                                | 44 |                                                          |
| N Killingsworth St                                        | 72 | Tirilium Iskola, Interstate Firehouse Kulturális Központ |
| N Prescott St                                             | |                                                          |
| Overlook Park                                             | | Overlook Park                                            |
| Albina/Mississippi                                        | 35, 85, Swan Island Evening Shuttle |                                                          |
| Interstate/Rose Quarter                                   | Kék, zöld és piros vonalak 4, 8, 35, 44, 77, 85 | Autóbusz-állomás                                         |
| (↑) Union Station/SW 5th & Glisan                         | 291 |                                                          |
| (↓) Union Station/NW 6th & Hoyt                           | Narancssárga vonal Empire Builder, Coast Starlight, Amtrak Cascades 5, 17, Northwest POINT, Greyhound Lines, Caravan Airport Shuttle, Valley Retriever | Vasútállomás, Autóbusz-állomás                           |
| (↑) NW 5th & Couch                                        | | Roseland Színház                                         |
| (↓) NW 6th & Davis                                        | 17 |                                                          |
| (↑) SW 5th & Oak                                          | Downtown Express |                                                          |
| (↓) SW 6th & Pine                                         | 1, 12, 19, 20, 54, 56 |                                                          |
| (↑) Pioneer Place/SW 5th Ave                              | 291 |                                                          |
| (↓) Pioneer Courthouse/SW 6th Ave                         | | Törvényszék                                              |
| (↑) City Hall/SW 5th & Jefferson                          | 6, 38, 45, 55, 58, 92, 96, 291 | Wells Fargo Történelmi Múzeum                            |
| (↓) SW 6th & Madison                                      | |                                                          |
| (↑) PSU Urban Center/SW 5th & Mill                        | B , NS | Szent Mihály arkangyal Templom                           |
| (↓) PSU Urban Center/SW 6th & Montgomery                  | 9, 17, 19, 35, 36, 44, 54, 56, 99, 164, 177 |                                                          |
| (↑) PSU South/SW 5th & Jackon                             | |                                                          |
| (↓) PSU South/SW 6th & College végállomás                 | Zöld és narancssárga vonalak | Portlandi Állami Egyetem                                 |

## Forgalom
A viszonylat üzemideje napi 21 óra. Az első vonat 4:15-kor szerel át Interstate/Rose Quarternél a kék vonalról. Expo Centertől az első járat 5:03-kor, PSU South megállótól pedig 5:05-kor indul. A végállomástól végállomásig utazás körülbelül 35 percig tart. Esténként egyes járatok Interstate/Rose Quarternél a kék vonalra átszerelve a Ruby Junctin járműtelepig, mások pedig a zöld vonalon PSU South/Southwest 5th and Jackson megállóig közlekednek. Az utolsó járat PSU South megállótól 0:21-kor, míg Expo Center megállótól 1:04-kor indul. A MAX viszonylatai a TriMet „Frequent Express” szolgáltatásának része, ahol a nap részében legalább 15 perces követési időt biztosítanak; A követési idő napközben 15, kora reggel és késő este pedig 30 perc.

### Utasszámok
A sárga a hálózat negyedik legforgalmasabb viszonylata, 2019 szeptemberében naponta 12 960-an vették igénybe (egy évvel korábban 13 170-en). A 2003-as becslések az első néhány évben napi 13 900, 2020-ra pedig napi húszezer utast jósoltak. A 2015-ös pénzügyi évben 4,9 millióan vették igénybe a viszonylatot (2012-ben 5,4 millióan); a TriMet ezt a bűnözés növekedésével és a belvárosi lakásárak növekedésével magyarázta.

## Dzsentrifikációs hatása
Többek szerint a MAX hozzájárult a hagyományosan feketék által lakott városrészek dzsentrifikációjához. A The Oregonian a 2010. évi népszámlálás adatainak elemzésével arra jutott, hogy 2000 és 2010 között körülbelül tízezer színes bőrű hagyta el Portland belvárosát; közülük 8400-an a város északi és északkeleti térségében éltek. A Portlandi Lakásügyi Hivatal szerint 2000 és 2013 között az Interstate és a Martin Luther King Jr. sugárutak térségében a feketék aránya két számjeggyel csökkent, ezalatt viszont az Interstate korridor fehér bőrű lakossága tizenháromezer fővel nőtt.
A megfizethető lakhatásra irányuló 2000-es tervet a Portlandi Fejlesztési Bizottság később elvetette, de 2006-ban a lakosság nyomására a városrehabilitációs bevételek harminc százalékát különítették el erre a célra. 2011 júliusára a tervezet lefedettségi területe 17 városrész és 1610 hektár volt. 2016-ban a város 52 milliót különített el lakásépítésre és annak biztosítására, hogy a népesség ne szoruljon ki lakóhelyükről.

## Fordítás
- Ez a szócikk részben vagy egészben  a   MAX Yellow Line című angol Wikipédia-szócikk ezen változatának fordításán alapul.  Az eredeti cikk szerkesztőit annak laptörténete sorolja fel. Ez a jelzés csupán a megfogalmazás eredetét és a szerzői jogokat jelzi, nem szolgál a cikkben szereplő információk forrásmegjelöléseként.